# Саїд Джаффар
Саїд Могамед Джаффар ель-Амджад (араб. سعيد محمد جعفر; 14 квітня 1918 — 22 жовтня 1993) — коморський принц, головний міністр колонії Комори, другий президент Коморських Островів.

## Кар'єра
3 серпня 1975 року коаліція шести політичних партій, відома як Об'єднаний національний фронт, за допомогою іноземних найманців під керівництвом Боба Денара повалила уряд Ахмеда Абдаллаха. В результаті новим президентом країни став Саїд Джаффар.
Він виступав за примирення з Францією в питанні щодо Майотти. З нагоди прийняття Коморських Островів до складу ООН Джаффар виступив з промовою.
У січні 1976 року Джаффар відмовився від президентського посту на користь ліворадикального лідера Алі Суаліха.